# Doroteo Arango, Veracruz
Doroteo Arango är en ort i Mexiko.   Den ligger i kommunen Benito Juárez och delstaten Veracruz, i den sydöstra delen av landet, 190 km nordost om huvudstaden Mexico City. Doroteo Arango ligger 253 meter över havet och antalet invånare är 123.
Terrängen runt Doroteo Arango är huvudsakligen kuperad. Doroteo Arango ligger nere i en dal. Runt Doroteo Arango är det ganska tätbefolkat, med 56 invånare per kvadratkilometer. Närmaste större samhälle är Benito Juárez, 1,9 km öster om Doroteo Arango. Trakten runt Doroteo Arango består till största delen av jordbruksmark.